# Germond-Rouvre
Germond-Rouvre és un municipi francès situat al departament de Deux-Sèvres i a la regió de la Nova Aquitània. L'any 2007 tenia 1.075 habitants.

## Demografia

### Població
El 2007 la població de fet de Germond-Rouvre era de 1.075 persones. Hi havia 407 famílies de les quals 67 eren unipersonals (12 homes vivint sols i 55 dones vivint soles), 137 parelles sense fills, 160 parelles amb fills i 43 famílies monoparentals amb fills.
La població ha evolucionat segons el següent gràfic:
Habitants censats

### Habitatges
El 2007 hi havia 437 habitatges, 409 eren l'habitatge principal de la família, 16 eren segones residències i 12 estaven desocupats. 435 eren cases i 2 eren apartaments. Dels 409 habitatges principals, 336 estaven ocupats pels seus propietaris, 71 estaven llogats i ocupats pels llogaters i 1 estava cedit a títol gratuït; 18 tenien dues cambres, 34 en tenien tres, 98 en tenien quatre i 259 en tenien cinc o més. 329 habitatges disposaven pel capbaix d'una plaça de pàrquing. A 144 habitatges hi havia un automòbil i a 255 n'hi havia dos o més.

### Piràmide de població
La piràmide de població per edats i sexe el 2009 era:
| Homes | Edats   | Dones |
| ----- | ------- | ----- |
| 0     | 95 o +  | 0     |
| 0     | 90 a 94 | 0     |
| 4     | 85 a 89 | 4     |
| 0     | 80 a 84 | 8     |
| 20    | 75 a 79 | 16    |
| 4     | 70 a 74 | 24    |
| 16    | 65 a 69 | 8     |
| 12    | 60 a 64 | 24    |
| 16    | 55 a 59 | 16    |
| 56    | 50 a 54 | 36    |
| 28    | 45 a 49 | 48    |
| 40    | 40 a 44 | 16    |
| 44    | 35 a 39 | 28    |
| 28    | 30 a 34 | 40    |
| 28    | 25 a 29 | 44    |
| 40    | 20 a 24 | 16    |
| 24    | 15 a 19 | 28    |
| 28    | 10 a 14 | 24    |
| 24    | 5 a 9   | 32    |
| 28    | 0 a 4   | 20    |

## Economia
El 2007 la població en edat de treballar era de 714 persones, 553 eren actives i 161 eren inactives. De les 553 persones actives 528 estaven ocupades (265 homes i 263 dones) i 25 estaven aturades (9 homes i 16 dones). De les 161 persones inactives 73 estaven jubilades, 60 estaven estudiant i 28 estaven classificades com a «altres inactius».

### Ingressos
El 2009 a Germond-Rouvre hi havia 419 unitats fiscals que integraven 1.112,5 persones, la mediana anual d'ingressos fiscals per persona era de 18.604 €.

### Activitats econòmiques
Dels 22 establiments que hi havia el 2007, 1 era d'una empresa extractiva, 10 d'empreses de construcció, 4 d'empreses de comerç i reparació d'automòbils, 1 d'una empresa d'hostatgeria i restauració, 1 d'una empresa immobiliària, 1 d'una empresa de serveis, 2 d'entitats de l'administració pública i 2 d'empreses classificades com a «altres activitats de serveis».
Dels 9 establiments de servei als particulars que hi havia el 2009, 1 era una autoescola, 2 paletes, 1 guixaire pintor, 3 lampisteries i 2 electricistes.
L'únic establiment comercial que hi havia el 2009 era una adrogueria.
L'any 2000 a Germond-Rouvre hi havia 27 explotacions agrícoles que ocupaven un total de 1.386 hectàrees.

## Equipaments sanitaris i escolars
El 2009 hi havia una escola elemental.

## Poblacions més properes
El següent diagrama mostra les poblacions més properes.